# Лотхольц, Мелисса
Мелисса Лотхольц (англ. Melissa Lotholz; род. 2 декабря 1992, Баррхед) — канадская бобслеистка, призёр чемпионатов мира.

## Карьера
На юношеском уровне занималась лёгкой атлетикой, участвуя в соревнованиях по бегу, но затем перешла в бобслей, где стала разгоняющей.
В ноябре 2014 года дебютировала на Кубке Северной Америки, заняв вместе с пилотом Кейли Хамфрис по итогам первого этапа третье место, а в январе 2015 года на Кубке мира, вместе с Хамфрис заняла третье место на этапе в Альтенберге. На следующем Кубке мира в двойке с Хамфрис она выиграла четыре этапа Кубка мира.
На ЧМ-2016 и ЧМ-2017 завоевала две серебряные медали в соревнованиях двоек с Кайли Хамфрис. В феврале 2018 года приняла участие в Олимпийских играх в Пхёнчхане, где в соревнованиях двоек с пилотом Кристин Де Брёйн они заняли седьмое место.
Затем она прошла квалификацию пилота, в качестве которого на Кубке Северной Америки 2018/2019 года заняла итоговое седьмое место.
На Олимпийских играх 2022 года в заезде двоек с разгоняющей Сарой Вилани заняли итоговое двенадцатое место.